# Eritrea op de Olympische Jeugdwinterspelen 2012
Eritrea was een van de landen die deelnam aan de Olympische Jeugdwinterspelen 2012 in Innsbruck, Oostenrijk.

## Deelnemers en resultaten
(m) = mannen, (v) = vrouwen 

### Alpineskiën
| Olympiër      | Onderdeel           | Resultaat | Prestatie          |
| ------------- | ------------------- | --------- | ------------------ |
| Shannon Abeda | super g (m)         | -         | - (DNF)            |
| Shannon Abeda | supercombinatie (m) | -         | - (-) (DNF, -)     |
| Shannon Abeda | reuzenslalom (m)    | -         | - (-) (DNF, -)     |
| Shannon Abeda | slalom (m)          | -         | - (-) (46,14, DNF) |